# Ty Cobb
Tyrus Raymond Cobb (ur. 18 grudnia 1886, zm. 17 lipca 1961) – amerykański baseballista, który występował na pozycji zapolowego. Przez 24 sezony zawodnik zawodowej ligi Major League Baseball klubów Detroit Tigers i Philadelphia Athletics.
Swoją karierę rozpoczął w klubach niższych lig, między innymi w Royston Reds i Augusta Tourists. W MLB zadebiutował 30 sierpnia 1905 w zespole Detroit Tigers na pozycji środkowozapolowego w wieku 18 lat. W 1907 roku miał najlepszą średnią uderzeń (0,350) i zwyciężył w World Series. W ciągu 23 sezonów gry w MLB nie miał średniej uderzeń mniejszej od 0,300. Przez sześć lat był grającym menadżerem Detroit Tigers. Karierę zakończył w Philadelphia Athletics.
Ty Cobb ustanowił 90 rekordów, z czego do dziś jest niepobita – średnia uderzeń w całej karierze (0,366 lub 0,367 w zależności od źródła) oraz liczba zwycięstw w średniej uderzeń w sezonie (w sumie 11 lub 12 w zależności od źródła).
| Nagroda/wyróżnienie                    | Lata    | Źródło |
| MVP American League                    | 1911    | [ 7 ]  |
| Major League Baseball All-Century Team |         | [ 8 ]  |
| 3000 hit club                          |         | [ 9 ]  |
| Baseball Hall of Fame                  | od 1936 | [ 10 ] |